# Dobromila Vávrová
Dobromila Vávrová (12. ledna 1932 – 7. ledna 2015) byla česká a československá politička Komunistické strany Československa a poslankyně Sněmovny lidu Federálního shromáždění a České národní rady za normalizace. Po roce 1989 komunální politička za KSČM.

## Biografie
V lednu 1969 po provedení federalizace Československa zasedla do České národní rady. Zde setrvala do konce funkčního období, tedy do roku 1971. K roku 1971 a 1976 se profesně uvádí jako tkadlena. Podle údajů z roku 1986 pracovala coby tkadlena v n. p. Veba.
Ve volbách roku 1971 zasedla do Sněmovny lidu (volební obvod č. 75 - Náchod, Východočeský kraj). Mandát obhájila ve volbách roku 1976 (obvod Náchod), volbách roku 1981 (obvod Náchod) a volbách roku 1986 (obvod Náchod). Ve FS setrvala do konce funkčního období, tedy do svobodných voleb roku 1990. Netýkal se jí proces kooptace do Federálního shromáždění po sametové revoluci.
Politicky se angažovala i po sametové revoluci. V komunálních volbách roku 2006 byla zvolena do zastupitelstva obce Police nad Metují za KSČM (byla uváděna coby důchodkyně).